# All I Am
„All I Am” – utwór brytyjskiej piosenkarki i autorki tekstów Jess Glynne, wydany 17 sierpnia 2018 roku przez Atlantic Records jako drugi singel z jej drugiego albumu studyjnego, Always In Between. Teledysk do nagrania został opublikowany tego samego dnia. Przedstawia on Glynne spędzającą czas ze swoimi przyjaciółmi oraz urywki z koncertów. Singel notowany był na dwunastej pozycji na liście UK Singles Chart.

## Pozycje na listach
| Kraj            | Lista (2018)            | Pozycja |
| --------------- | ----------------------- | ------- |
| Belgia          | Ultratop 50 Singles     | 36      |
| Irlandia        | Irish Singles Chart     | 24      |
| Nowa Zelandia   | New Zealand Hot Singles | 19      |
| Szkocja         | Scottish Singles Chart  | 2       |
| Wielka Brytania | UK Singles Chart        | 12      |